# Rampur Tokani
Rampur Tokani (nep. रामपुर टोकनी) – gaun wikas samiti w środkowej części Nepalu w strefie Narajani w dystrykcie Bara. Według nepalskiego spisu powszechnego z 2001 roku liczył on 891 gospodarstw domowych i 5971 mieszkańców (2874 kobiet i 3097 mężczyzn).